# ヒーロー戦記 プロジェクト オリュンポス
『ヒーロー戦記 プロジェクト オリュンポス』（ヒーローせんき プロジェクト オリュンポス）は、1992年11月20日にバンプレスト（家庭用ビデオゲーム事業部、現・バンダイナムコエンターテインメント）から発売されたコンピュータRPG。

## 概要
SDにディフォルメされたロボットアニメや特撮作品のキャラクターが戦うクロスオーバー作品『コンパチヒーローシリーズ』の1つで、ガンダムシリーズ（SDガンダム）、仮面ライダーシリーズ、ウルトラシリーズを題材にしたRPG作品。通常のコンパチヒーローシリーズでは、ヒーローやロボットが擬人化された世界観を採用することでオリジナルストーリーを展開しているが、本作では擬人化を行わずに原作のキャラクター設定や人間関係が再現されている。
各シリーズのキャラクターが共存する惑星エルピスにおいて、アムロ・レイ、南光太郎、モロボシ・ダンで構成されるゼウス（Zet Extraordinary United Space：連邦特別大使）が、各シリーズの敵キャラクターで構成されるテロリスト集団と戦う。
1度の戦闘は最大味方4名・敵4名で行われる。味方側にはアムロ、光太郎、ダンの3人の他にガンダム系、ライダー系、ウルトラ系、バンプレストオリジナルのキャラクターが1名参加する（ただし一時的にそれより少ない人数で戦うこともある）。

## ゲーム内容

### ルート
各都市を繋げる移動用通路。航空移動などで都市を飛ばしていったり（オープニングを除く）横切ったりすることはできない。市街地から出ることで自動的にルート上を高速移動して、移動先の市街地に到着する。正しく稼動していないと移動先の座標が定まらないなどの理由で使用できない。基本的に一度開いたルートはフリーパスだが、物語の展開によっては一旦開いたルートが閉じてしまう場合もある。
なお、ダンジョンなどを経由して徒歩で別の都市に移動可能な「闇ルート」も一部には存在し、緊急脱出などに使われる。

### 装備
パーティメンバーはそれぞれ武器を1つ・防具を1つ装備可能で、それによって攻撃力や防御力のステータス強化が可能。中にはそれ以外のステータスが強化されたり、特殊な効力を持つ装備品も存在する。
ガンダム系、ライダー系、ウルトラ系はそれぞれ装備できる武器・防具が決まっており、既に所持している装備品は店で購入することは出来ない。また現在装備中のものより性能の低いものを買おうとすると注意される（買うことは可能）。
アムロ、光太郎、ダン以外のメンバーが装備しているものは所持しているとは見なされず同じ物を店で買うことが可能だが、彼らの装備を変更することは不可能。

### 相談・独り言
移動中に見られるパーティメンバー同士の会話。シナリオを進めるためのヒントを教えてくれる。

### 戦闘スタイル
ターン制で、ターンの開始時に全味方キャラクターに攻撃・必殺・特殊能力・アイテム・防御・逃げるの指示を行う。攻撃や必殺を選択した場合、目標となる敵を指定する。必殺技はテクニカルポイント（以下TP）を消費しなければ使うことができず、TPは敵への攻撃の命中で小回復、敵の撃破で中回復、リテクニカルカプセルの使用で大回復する。逃げるを選択した場合、行動順が廻ってくることでボス以外の戦闘から離脱できる。必ず成功するが、その際に全員の「根性」が1ポイント下がる。「根性」は高いほどステータス異常の「混乱（同士討ち）」や「気絶（行動不能）」に対して強くなるので、下がるほど不利になる。
なお、本作の戦闘時の並び順はやや特殊で、メニュー画面での並び順が1番上のキャラクターは、戦闘画面では上から3番目に配列される(1人行動のときに戦闘画面のほぼ中央に立つ位置である)。それ以外のメンバーはメニュー画面同様に上から並べられる。コマンドの入力順もこの戦闘画面での並びに準ずる。
敵も同様に行動を選択してゼウス側を攻撃したり、自己のHPを回復する。全ての敵を倒すか、撤退させれば勝利となる。ゼウス側のメンバーはHPが0になると戦闘不能になり、その戦闘が終了するまで復帰することは出来ない（戦闘終了後、HP1の状態で復帰）。
HP、ステータス異常、根性は病院で回復させることが出来る（根性の回復は診察室に入るだけでよい）が、TPは戦闘かリテクニカルカプセルを使用することでしか回復出来ない。
本来クリティカルヒットは一定の確率でしか出ないが、HPが残り1の場合は高確率で出せるようになる。

## 設定

### 舞台
ガンダム大陸、ライダー大陸、ウルトラ大陸には数個の都市があり、それらがルートで結ばれている。都市には市街地エリアと、市街地の各所から郊外に出ることができ、そこには森、敵アジト、洞窟など様々なダンジョンがある。ルートはゲーム冒頭でテロリストの一斉蜂起で破壊されたものが多く、各ダンジョンをクリアすることでルートをつなげ、最終的には敵本拠地に攻め込む。
また、各都市の名前は地球に実在する都市、『機動戦士ガンダム』シリーズに登場した地名などが採用されている。

### 本作オリジナルのメカニック
ゲシュペンスト

XNガイスト（ザンガイスト）
本作の最終ボス。アポロンが搭乗する。戦闘は戦艦形態から始まり、HPが一定以下になると半人型形態に変形する。異空間のヘリオス要塞を維持する役目も担っていたため、ゼウスのメンバーに破壊され要塞は崩壊しアポロン共々行方不明となった。
『スーパーロボット大戦シリーズ』の設定についてはシャドウミラー#次元転移装置を参照。

## 登場キャラクター
カッコ内は戦闘時の姿。

### 主要プレイヤーメンバー
アムロ・レイ（ガンダム→νガンダム）
先の大戦であるエゥーゴ戦争の英雄で、「白き流星」の通り名を持つエースパイロット。当初はエゥーゴ軍少尉であったが、ゼウス参入時に大尉へ昇進する。口調や外見は『機動戦士ガンダム』時代のものがベースとなっており、斜に構えたセリフを発することが多い。ただし原作にあったネガティブな面はほとんど見られない。
ストーリー前半はガンダムに搭乗。ガンダムの特殊能力「ねらう」は、ビームライフルで狙撃する。中盤以降はνガンダムに乗り換える。νガンダムの特殊能力「ファンネル」は、通常攻撃50％のダメージを敵全体に必中させる攻撃。ステータスは素早さが高く、技量も高いためクリティカルヒットが出やすい。
主人公サイドのモビルスーツ系全般に共通する点として、必殺技は複数攻撃可能なものが多いが、消費TPが威力に比して高い。
南光太郎（ライダーブラック→ライダーRX/ ロボライダー / バイオライダー）
仮面ライダーブラックに変身する青年。ストーリー中盤で太陽のエネルギーを吸収して仮面ライダーブラックRXにパワーアップする。
原作とは異なり、陽気で女性好きな熱血漢となっている。モロボシ・ダンとは漫才のような会話を交わすシーンが多い。
通常攻撃の威力はメイン3人の中では最も高く、必殺技の威力も消費TPに比して高い。ただし他のメンバーに比べてHPが低め。いずれもライダー系全般に当てはまる。
ブラックの特殊能力「チャージ」は、1ターンの間力を溜め、次のターンに普段ならば一定の確率でしか出せないクリティカルヒットを必ず出す。RXは特殊能力の「チェンジ」でロボライダー、バイオライダーに2段変身可能となっている（ステータス・必殺技がそれぞれ異なり、ターンを消費しないため自由に切り替えができる）。
モロボシ・ダン（ウルトラセブン〈一時期ウインダム〉）
ウルトラセブンに変身するウルトラ警備隊隊員。念力や透視といった超能力を有する。
冷静沈着な性格で、チームリーダーのような役割を果たす。また原作同様に女性には弱く、ウルトラアイが盗まれるイベントが再現されている。なお、苗字が違う東光太郎から「兄さん」と呼ばれたことを疑問に思われた際は、ウルトラ兄弟であることを隠すために自身の両親が他界した後、東の両親に引き取られて兄弟のように育てられたためだと説明したが、実際にセブンとタロウは従兄弟である（セブンの母親がウルトラの母の姉であるため）。
攻撃力と素早さは低いが、HPや必殺技の威力は総じて高い。条件を満たすと、最強の必殺技「流星キック」を習得するが、二番目に強力な必殺技「アイスラッガー」でもカウンターストップさせる程のダメージを与えられる。また、ウルトラ戦士に共通する点として、必殺技のリライブ光線で全員のHPを回復できる。
特殊能力は「念力」で、まだ行動していない敵の行動を阻止することができる。
ザラブ星人の変装に騙されてウルトラアイを盗まれた時は、カプセル怪獣のウインダムを呼び出して戦わせる。ウインダムの特殊能力は「死んだふり」で、敵の攻撃対象とならない効果。また、必殺技のTP消費が（リライブ光線・ウインダムバリアー・ウインダムダイナマイトを除いて）極端に少ないが、代わりに命中率が低め。

### スポット参加するプレイヤーメンバー
ギリアム・イェーガー（ゲシュペンスト）
記憶喪失で演習場に倒れていたところを「α部隊」に採用され、後にゼウスのメンバーとなるバンプレストオリジナルキャラクター。パワードスーツ「ゲシュペンスト」に搭乗して戦う。一見クールだが、実際は義理人情に篤く、頭に血が上りやすい性格である。最序盤からパーティに参加するが、倒壊するショッカーのアジトから少女を救出する際に消息不明となった。
特殊能力は「リカバー」で、若干のHPと引き換えに他のメンバーのHPを回復する（失敗に終わることもある）。
本作以降の詳細についてはバンプレストオリジナルのキャラクター一覧#旧・特殊戦技教導隊を参照。
本郷猛（ライダー1号）
仮面ライダー1号に変身する。初代仮面ライダーであり、光太郎にとっては大先輩である。「技の1号」と呼ばれ、多彩なキック技を使う。
特殊能力「ためる」は、ブラックのチャージと同じ効果。
カミーユ・ビダン（Ζガンダム）
エゥーゴのエースパイロットで、Ζガンダムに搭乗する。しかし、ストーリー進行の都合で、ほとんど戦闘させることなくパーティから外れる。
エゥーゴ軍上層部の命令によりティターンズに潜入するが、エマ共々捨て駒にされたと知った後は、ゼウスに所属することとなる。原作と違い、温厚で物腰も丁寧な人物となっているが、名前をからかわれると豹変する面は同じ。原作通りジェリドに殴りかかるが、本作ではアムロとエマが仲裁に入り、原作とは異なり彼に謝っている。
特殊能力「ねらう」は、ガンダムと同じ効果。
ハヤタ（ウルトラマン）
科学特捜隊隊員で、ウルトラマンに変身する。ダンのウルトラアイが盗まれ、セブンに変身できないときに仲間となる。
特殊能力「テレポート」は、弱い敵ならまとめて消し去ることができる。
風見志郎（ライダーV3）
仮面ライダーV3に変身する。変身前は早川健（『快傑ズバット』の主人公）の姿をしており、本作での設定はほとんど早川である。仲間になった時点でのレベルが高く、非常に強い。
ギターで弾き語る癖があるが、ダン曰く「音痴」とのこと。しかし、本作のEDでは彼が夕焼けの下でギターを弾き鳴らすところで締め括られ、（台詞はないが）きちんと弾き語っている。
特殊能力は「ホッパー」で、敵のHP･特徴を知ることができる（怪獣大図鑑と同じ効果）。
マサキ・アンドー（サイバスター）
シュウと呼ばれる男を追いかけて世界中を旅している青年。方向音痴の特性や、ファミリアのシロとクロは本作が初登場である。
条件次第では、ラストダンジョンにまで迷い込んだ彼を仲間に加えられる。
特殊能力「ファミリア」は、νガンダムのファンネルと同じ効果。
東光太郎（ウルトラマンタロウ）
ウルトラマンタロウに変身するZAT隊員。セブンの従兄弟に当たる。
本作では同じファーストネームの南光太郎が登場するため、両者が共にいる際は区別して南を「光太郎」、彼自身は｢タロウ｣と表記する。初対面時に2人で即席漫才コンビ「トンちゃんナンちゃん」を結成する場面もあった。
性格はいわゆる天然ボケで、頼りない面が目立つ。「はあ…」と相槌を打つのが癖。大怪我を負ったという名目で入院し、仕事をサボっていたところをダンに強引に連れていかれ、そのままゼウスのメンバーとなる。ダンによれば、ウルトラマンキングに最も詳しい兄弟だという。
特殊能力「ヘルプ」は、ウルトラの父を呼んで敵全体を攻撃させたり、ウルトラの母を呼んで仲間全員のHPを回復できるが、常に彼らが助けてくれる訳ではない。失敗すれば「親離れしなさい」と小言を言うだけで帰ってしまう。
ハマーン・カーン（キュベレイ）
アクシズの女王ミネバ・ザビの摂政だったが、彼女共々クーデターで国を追われる。一度ミネバと一緒にいたゼウスのメンバーを誘拐しているものと思い込んで戦う（実際には保護してたこ焼きを買ってあげただけだが、光太郎が感情的に反論したのも一因）が戦闘後に和解し、以後ゼウスに度々協力する。アバオアクー市へ繋がる地下通路を辿る際に道案内役でパーティに加わる。
原作のような冷酷さや屈折感はなく、ミネバに対しては過保護な様子を見せていた。
特殊能力は「ファンネル」（νガンダムのものと同じ）。
シャア・アズナブル（サザビー）
ジオンのエースパイロットだったが、ジオン滅亡後にシャングリラ市へ流れ着き、アムロと協力して宝探しをする。
ザビ家に敵対心を持っていたらしき発言をしているが、ガルマの死には関わっていない様子。また、アムロとは敵対しないことから原作のような確執も存在せず、彼の相談に乗ることもある。
ガルマと共にこのゲームの最初のボスキャラクターである（この時は専用ザクに搭乗）が、強制的に戦闘終了を余儀なくされる。
特殊能力は「ファンネル」（νガンダムのものと同じ）。
エルピー・プル（キュベレイMk-II）
アムロがシャアと宝探しをした後でジュドー・アーシタ（後述）の妹・リィナが誘拐された際、アムロと共に戦う。
後にジュドーの家を訪れると、全裸姿でリィナに追い回されている。
なお、キュベレイMk-IIはラストダンジョンで雑魚敵として出現する。
特殊能力は「ファンネル」（νガンダムのものと同じ）。
シーブック・アノー（F-91）
アーク市に住む青年。サナリィの工場が襲われた際（この時の混乱で父レズリーが死亡したらしい）にF-91を持ち出してテロリストの手から守った。その後ゼウスの面々と出会い、F-91を操る才能に注目したアムロにスカウトされる形で共に戦う。
最終メンバーの1人であるものの、マサキもしくはシュウが仲間になる際はパーティから外れる。
特殊能力は「分身」で、回避力を高める。
シュウ・シラカワ（グランゾン）
謎の青年。シャングリラ市で愛機の転送装置を盗まれた所をアムロとシャアに助けられ、後にその借りを返すために仲間となる。普段は丁寧な物腰で接するが、催眠術を用いマ・クベを廃人にしてしまうなど冷酷な一面も持つ。
マサキからはかつて世界を混沌に陥れた闇の魔王の再来ではないかと思われているらしく、彼を追い続けている。条件次第ではラストダンジョンでマサキの目から逃れるという名目で、仲間にすることも可能。
特殊能力は「フルパワー」で、通常攻撃と同等のダメージを敵全体に与えるが、使用するとしばらく行動不能になる。

### 仲間にはならないが、物語に関わるキャラクター
ブライト・ノア
ゼウスに所属するまではアムロの上司であったエゥーゴ共和国の軍人。ミライとは夫婦となっているようである。主に世界情勢を伝える役割。
ミライ・ヤシマ
ブライトとは結婚している様子。序盤アムロに弁当をブライトに届けてくれと頼む。
フラウ・ボゥ
対応からしてまだアムロのガールフレンドである模様。
キッカ・キタモト
フラウと同じ家にいる。『第2次スーパーロボット大戦』をプレイしている。
カイ・シデン
アムロの同僚だったエゥーゴ共和国の軍人。後に退役し、ジャーナリストとして世界を飛び回りながらアムロたちに協力する。NS通信の契約記者である。エピローグで彼が書いた記事ではアポロンの発言について触れている。
ガルマ・ザビ
ジオンのプリンスでシャアの相棒。中盤まで何度か出会うものの、ジオン滅亡の際に戦死した模様。
アストナージ・メドッソ
ダカール市のショップにいる。νガンダムの情報を教えてくれる。
エマ・シーン
ティターンズの軍人。自分たちが捨て駒にされたことを知って、ティターンズに潜入していたカミーユ共々ゼウスに加入。戦闘要員ではなく、連絡係として本部で待機している。
バスク・オム
ティターンズの司令官。後にクーデターを起こすが、シロッコの裏切りにより暗殺されてしまう。アムロの実力を評価しており、ティターンズに引き抜こうとしていた。
ジュドー・アーシタ
アクシズ戦争で活躍したΖΖガンダムのパイロット。現在はシャングリラ市でジャンク屋を営む。アムロたちの宝探しに協力するが、愛機は転送装置が故障しているため登場しない。
リィナ・アーシタ
ジュドーの妹。プルの面倒を見ている。後に死神博士に誘拐されてしまう。
ミネバ・ザビ
アクシズの女王。ハマーンと共にクーデターで国を追われてしまう。高貴な育ちゆえに高慢な発言をすることから、亡命先の子供たちに虐められていたところをゼウスに助けられる。その時、たこ焼きを奢るなど丁寧に対応したアムロに懐いており、彼を自分の傍に置きたいと考えている。
一文字隼人
仮面ライダー2号に変身するが、本作では変身後の姿は出てこない。光太郎に「ライダー回転キック」を伝授する（ライダー1号の同名の技とは演出・効果が違う）。単身ネオ・ショッカーと戦っていた。原作と違い、本郷のことを「先輩」と呼んでいる。
ネオ・ショッカーのミサイル発射を阻止できず処刑されたと思われていたが、後に間一髪モグラ獣人によって救われていたことが判明（その後はエピローグで彼の愚痴を聞かされる）。
立花藤兵衛
通称「おやっさん」。ライダーたちの良き支援者で、喫茶店アミーゴを経営している。なお、本作では科特隊のムラマツとは双子の兄弟という設定である。
神敬介
仮面ライダーXに変身するが、本作では変身後の姿は出てこない。アポロガイストのバリアを破るために光太郎たちにライドルを託す。なお、本作では恋人の水城涼子は存命。
山本大介
仮面ライダーアマゾンに変身するが、本作では変身後の姿は出てこない。動物を保護し密猟者を捕らえる仕事をしている。
彼の登場時、既に本郷、神、風見と出会っていたダンは光太郎に対して「先輩が多い」とツッコミを入れた。
モグラ獣人
ゲドンの獣人だったが、ゼウスに敗れて改心する。後に重要な役割を果たすことになる。人間体は用心棒風であり、居合いの達人。風見志郎と対決した。一度喋り出したら止まらない小心者で、妻帯者である。
なお、本来ゲドンの獣人は動物を改造するのだが、本作では人間を改造したことになっている。
城茂
仮面ライダーストロンガーに変身するが、ある少年に特殊なナイフで右脚を刺され、変身機能を破壊されてしまう。重傷の身を圧して力の真意を説き、光太郎に「電キック」を伝授する。
村雨良
仮面ライダーZXに変身するが、本作では変身後の姿は出てこない。光太郎に「ZXシューティングスター」（原作での十字手裏剣）を託す。バダンと戦っていたが、不死身の怪人カイザーグロウに苦戦させられていた。光太郎がカイザーグロウに苦戦しているところを呼び戻し、戦闘を中断させた。後にカイザーグロウの弱点を沖一也に聞き、光太郎に伝える。
カイザーグロウに挑戦を続けると、再び光太郎を呼び戻し「お前じゃムリだ!早く戻れこのトンマ!」と怒鳴るなど、原作より辛口になっている。
暗闇大使
バダンの幹部で地獄大使とは従兄弟。バダンはネオ・ショッカーと対立しており、基地にロケットを打ち込まれることになる。最後はサザングロスに変身することなく、死神博士に殺された。
科学特捜隊
ハヤタの同僚たち。メンバーはムラマツキャップ、アラシ、イデ、フジ。バルタン星人の陰謀によって食中毒で倒れてしまい、アトゥミ市は苦境に立たされることになる。なお、本作ではムラマツと立花藤兵衛は双子という設定である。
ホシノ・イサム
科特隊のメンバーとして認められている少年。バルタン星人に誘拐されてしまう。
ゾフィー
ウルトラ兄弟の長兄。巨大ヤプールに囚われてしまう。
ウルトラ警備隊
ダンの同僚たち。メンバーはキリヤマ隊長、フルハシ、ソガ、アマギ、アンヌ。ダンの依頼を受けて、食中毒で倒れてしまった科特隊に代わり、アトゥミ市を守る。
郷秀樹
ウルトラマンジャックに変身するが、本作では変身後の姿は出てこない。ダンに「流星キック」を伝授する。
北斗星司
ウルトラマンエースに変身するが、本作では変身後の姿は出てこない。ダンに「ウルトラギロチン」を伝授する。
南夕子
北斗星司と共にウルトラマンエースに変身するが、本作ではその設定がどうなっているかは不明（北斗は「エース」と呼ばれるが、彼女は下の名前で呼ばれる）。
ウルトラマンキング
ウルトラ一族に伝わる伝説の人物。中盤ダンの潜在能力を覚醒させ、ラストダンジョンでもダンに最強装備を託すために現れる。この世界にかつて存在した光の神と闇の魔王と同等の存在（または光の神自身）であることをヤプールに示唆されている。
ハロ9000
ゼウスの総司令を務めるネットワークコンピューター。情報を集めゼウスのメンバーに指令を出すが、決定権はメンバーにある（逆に「いざという時役に立たない」とツッコミを入れられることも）。メンバーに通信する時はハロの姿で出てくるが、アムロの作ったハロとは別物である（アムロのハロは自宅の犬小屋に入っている）。
ニック
α部隊時代のギリアムの戦友で、記憶を失っていた彼にとっては家族同然の人物。ゼウス結成後に少しだけ登場し、α部隊がゼウスとは別のテロリスト（ショッカー）の鎮圧に向かうことを伝える。この時、ギリアムはα部隊が壊滅することをおぼろげに予知してしまい、その通りに地獄大使の手によって全滅した。α部隊は他にもコーリャ、フレディという人物がいる。

### 敵として立ち塞がるキャラクター
黒い三連星
ガイア・マッシュ・オルテガからなる3人組の傭兵。元ジオンのエースパイロットたちで、現在はテロリストに雇われている。中盤、ゼウスの名を騙ってνガンダムを奪い取る。アムロを坊や扱いしていたが、彼との戦いに敗れてからは実力を認め、雇い主がシロッコであることを教え忠告した。乗機はドムだが、既に旧式であり、新しいMSを欲しがっていた。
マ・クベ
元ジオン軍司令で、現在はネオ・アクシズの軍事顧問と秘密警察の長官を兼任する。本作ではラフレシアに搭乗。マサキからファーストネームが「マ」であることをからかわれ、激昂する場面がある。最後はシュウの手によって廃人にされてしまう（イベント後は「私は死んでいる…」としか言わなくなる）。
ジェリド・メサ
バウンド・ドックを駆るティターンズのメンバー。ティターンズのクーデターの際にゼウスと激闘を繰り広げる。本作では後に強化人間となり、サイコガンダムに乗り込む。
パプテマス・シロッコ
ティターンズのメンバー。アポロンが最も信頼する側近の1人。なお、愛機のジ・オは本作では巨大なサイズになっている。
地獄大使
ショッカーの幹部の1人。ガラガランダに変身する。ギリアムがかつて所属していた部隊を壊滅させた張本人。短気かつ思慮の浅い性格の上、部下をこき使うために戦闘員からは嫌われていた様子。何度か復活するが、その度に倒される。
ゾル大佐
ショッカーの幹部の1人。狼男に変身する。地獄大使を追って来たギリアムを捕らえ、監禁していた。ゼウスのメンバーに一度敗れるが、強化され再び挑戦してくる。
死神博士
ショッカーの幹部の1人。イカデビルに変身する。立花藤兵衛やリィナ・アーシタを人質に取ったり、女性に変装して油断させようする。後にネオ・ショッカーのメンバーとして暗躍。アポロンに信頼されていなかったらしく、その忠誠の証を立てようと様々な策略を練るがいずれも失敗してしまう。
ドクトルG
デストロンの幹部。カニレーザーに変身する。風見志郎の親友・飛鳥五郎を殺した真犯人である。後にゼネラルシャドーと手を組むが、アジトへ殴り込んだ風見の手によって倒された。
アポロガイスト
GOD機関の幹部。Xライダーの宿敵。初登場時はバリアを張ってゼウスの攻撃を防いでいたが、神敬介から託されたライドルによってバリアを破られる。後にネオ・ショッカー所属となりNSミサイル発射の際、ミサイルの調整を行う部下たちを守って光太郎と死闘を演じた。敗北後は部下を見逃がすよう頼むなど、原作とは違い正々堂々とした人物であり、部下からも慕われている。光太郎に一文字の無事を伝えた後、Xライダーとの決着を心残りにしながら散っていった。
十面鬼
ゲドンの首領。飛鳥五郎を殺した犯人だと風見志郎に疑われたが、彼にはアリバイがあった。
ジェネラルシャドウ
デルザー軍団の幹部。原作とは違い、オカマ口調で卑劣な性格。シャドームーンに対して卑屈な態度を取るが、いずれは彼よりも成り上がろうと企んでいる。戦闘の際は4人に分身する。デストロンのドクトルGと結託するが、風見志郎によって軍団は壊滅させられてしまい、それを知って自爆する。
カイザーグロウ
バタンのペットである不死身の怪人（原作での所属組織ドグマ王国は既に壊滅している）。なお、変身前の姿であるテラーマクロは登場しない。規模の小さいバダンがネオ・ショッカーに対抗すべく招き入れた。弱点を知らなければ一切ダメージを与えられず、その弱点は沖一也しか知らない。アポロガイストらが放ったNSミサイルでバダン基地が壊滅した際に驚いて逃げ出してしまう。後にヘリオス要塞でシャドームーンの前座として現れるが、弱点を知っているのは光太郎のみなので、他の3人はダメージを与えることが出来ない。
シャドームーン
アポロンが最も信頼する側近の1人。正体は光太郎の親友である秋月信彦。信彦の記憶は捨てたと話すが、終盤一度だけ信彦としての感情を露呈してしまい、光太郎は嬉しそうに反応していた。最初の一騎討ちは負けイベントであり、光太郎は廃棄所に捨てられる。
ビルゲニア
ギリアムに空間転移させられた光太郎の隣の棺桶に入っていた人物。シャドームーンを付け狙っているが、光太郎はあまり眼中に入れていない。原作での所属組織ゴルゴムは既に壊滅している様子。後にヘリオス要塞で遭遇するが、敗れた挙句に光太郎から「時代遅れ」と一蹴された。
バルタン星人
ウルトラマンの宿敵。ホシノ少年に化け、科特隊を食中毒で機能停止させる。冷酷な性格だが、地球語を喋れないため、当初はジェスチャーで意思を伝えようとしていた。その後は流暢に話すようになる。アトゥミ市での計画が失敗した後、ザビ市で再度決戦を挑んでくる。
ザラブ星人
バルタン星人の部下。女性に化けてダンのウルトラアイを盗んだ。エレキングを従えている。
メフィラス星人
原作同様対話で侵略しようとしていた異星人。ダンに全ての策略を阻止されたため、戦いから身を退くことを考え改心するが、裏切り者としてヤプールに始末されてしまう。
巨大ヤプール
アポロンが最も信頼する側近の1人。配下にエースキラーやベムスターがいる。「すけきよ」という人物に化けていた。卑劣な手段を多用しており、最後はメフィラス星人を殺害し、ダンに懐いていたバードンをけしかけたことで彼の怒りを買い、3人の側近では唯一死亡した。
アポロン
本作の最終ボス。仮面を被った謎の男。ネオ・アクシズの総統となり、世界中のテロリストを掌握した。惑星エルピスに真の理想郷を創り上げる計画「プロジェクト オリュンポス」を達成させるため、ゼウスのメンバーと対立する。

## 参加作品
各作品から本ゲームに登場したキャラクター、メカ、怪人、怪獣、宇宙人。

### 機動戦士ガンダムシリーズ
- 『機動戦士ガンダム』（1979年 - 1980年）

アムロ・レイ、ブライト・ノア、カイ・シデン、ミライ・ヤシマ、フラウ・ボゥ、キッカ・キタモト、ハロ、シャア・アズナブル、ガルマ・ザビ、マ・クベ、黒い三連星、ガンダム、ザク、グフ、ドム、ザクレロ、ゲルググ、ビグ・ザム、シャア専用ザク、エルメス
- 『機動戦士ガンダム0080 ポケットの中の戦争』（1989年）

ハイゴッグ
- 『機動戦士Ζガンダム』（1985年 - 1986年）

カミーユ・ビダン、エマ・シーン、アストナージ・メドッソ、ジェリド・メサ、バスク・オム、パプテマス・シロッコ、ジャミトフ・ハイマン（名前のみ）、ハマーン・カーン、ミネバ・ラオ・ザビ、Ζガンダム、マラサイ、バーザム、サイコガンダム、バウンド・ドック、ジ・O、キュベレイ
- 『機動戦士ガンダムΖΖ』（1986年 - 1987年）

ジュドー・アーシタ、エルピー・プル、リィナ・アーシタ、ガザD、ドライセン、ズサ、キュベレイMk-II、カプール、ゲーマルク、ドーベン・ウルフ
- 『機動戦士ガンダム 逆襲のシャア』（1988年）

νガンダム、サザビー、ヤクト・ドーガ、α・アジール
- 『機動戦士ガンダムF91』（1991年）

シーブック・アノー、ガンダムF91、デナン・ゾン、ラフレシア
- 『MSV』

ガルマ専用ザク

### 仮面ライダーシリーズ
- 『仮面ライダー』（1971年 - 1973年）

本郷猛 / 仮面ライダー1号、一文字隼人、立花藤兵衛、ゾル大佐 / 狼男、死神博士 / イカデビル、地獄大使 / ガラガランダ、ショッカー戦闘員、蜘蛛男、蝙蝠男、蜂女、ゲバコンドル、ヤモゲラス、ザンジオー、カミキリキッド、ショッカーライダー（本作ではニセ仮面ライダーと表記）
- 『仮面ライダーV3』（1973年 - 1974年）

風見志郎 / 仮面ライダーV3、ドクトルG / カニレーザー、ハサミジャガー、カメバズーカ
- 『仮面ライダーX』（1974年）

神敬介、水城涼子、ネプチューン、アポロガイスト
- 『仮面ライダーアマゾン』（1974年 - 1975年）

山本大介、モグラ獣人、十面鬼
- 『仮面ライダーストロンガー』（1975年）

城茂、ジェネラルシャドウ、デッドライオン
- 『仮面ライダー (スカイライダー)』（1979年 - 1980年）

カマキリジン
- 『仮面ライダースーパー1』（1980年 - 1981年）

沖一也（名前のみ）、ファイヤーコング、カイザーグロウ
- 『仮面ライダーZX』（1982年 - 1983年※雑誌スチール連載・1984年※テレビスペシャル）

村雨良、暗闇大使、タイガーロイド
- 『仮面ライダーBLACK』（1987年 - 1988年）

南光太郎 / 仮面ライダーBLACK、シャドームーン、ビルゲニア
- 『仮面ライダーBLACK RX』（1988年 - 1989年）

仮面ライダーBLACK RX / ロボライダー / バイオライダー、スカル魔、スカル魔スター

### ウルトラシリーズ
- 『ウルトラQ』（1966年）

カネゴン
- 『ウルトラマン』（1966年 - 1967年）

ハヤタ・シン / ウルトラマン、ムラマツ・トシオ、アラシ・ダイスケ、イデ・ミツヒロ、フジ・アキコ、ホシノ・イサム、ゾフィー、バルタン星人、レッドキング、ブルトン、ザラブ星人 / ニセウルトラマン（ただし、本作ではザラブ星人と別個体）、ジャミラ、ゴモラ、ダダ、メフィラス星人、ゼットン
- 『ウルトラセブン』（1967年 - 1968年）

モロボシ・ダン / ウルトラセブン、キリヤマ・カオル、フルハシ・シゲル、ソガ、アマギ、友里アンヌ、クラタ、ウインダム、クール星人、エレキング、メトロン星人、イカルス星人、キングジョー、ロボット長官、ガッツ星人、にせウルトラセブン
- 『帰ってきたウルトラマン』（1971年 - 1972年）

郷秀樹、タッコング、ツインテール、キングザウルス三世、ベムスター、ムルチ、プリズ魔、ブラックキング
- 『ウルトラマンA』（1972年 - 1973年）

北斗星司、南夕子、ウルトラの父、バキシム、ヒッポリト星人、エースキラー、巨大ヤプール
- 『ウルトラマンタロウ』（1973年 - 1974年）

東光太郎 / ウルトラマンタロウ、ウルトラの母、テンペラー星人、エンマーゴ、バードン、タイラント
- 『ウルトラマンレオ』（1974年 - 1975年）

ウルトラマンキング、マグマ星人

### ゲスト参加他
- 『魔装機神シリーズ』

マサキ・アンドー、シュウ・シラカワ、シロ、クロ、サイバスター、グランゾン
- 『特捜最前線』（1977年 - 1987年）

桜井哲夫（本郷猛にそっくりな刑事として登場）、津上明（城茂にそっくりな刑事として登場）

## スタッフ
- プロデュース：山田俊彦
- ゲームデザイン：阪田雅彦
- シナリオ：阪田雅彦、森田康楠
- プログラム：渡邊猛、庄真宏、大西康成
- グラフィック：山岸望、知見浩之、小北哲也、本田透、坂木和史、谷博之、藤井恵美、太田恵子、久保知穂
- 音楽：田中伸一、山根昇
- ゲストメカデザイン：大河原邦男
- 資料協力：湯原政光

## 評価
ゲーム誌『ファミコン通信』の「クロスレビュー」ではの合計28点（満40点）、『ファミリーコンピュータMagazine』の読者投票による「ゲーム通信簿」での評価は以下の通りとなっており、22.17点（満30点）となっている。この得点はスーパーファミコン全ソフトの中で71位（323本中、1993年時点）となっている。
| 項目 | キャラクタ | 音楽 | 操作性 | 熱中度 | お買得度 | オリジナリティ | 総合  |
| 得点 | 4.19       | 3.67 | 3.71   | 3.71   | 3.34     | 3.54           | 22.17 |

## 関連作品
ゲームソフト、アニメ
スーパーロボット大戦ORIGINAL GENERATION2（2005年）
事実上の後日談として扱われる作品。
スーパーロボット大戦OG ORIGINAL GENERATIONS（2007年）
上記OG2のリメイク作品。
スーパーロボット大戦OG -ジ・インスペクター-（2010年 - 2011年）
上記OG2のアニメ化作品。第25話のギリアムの回想で、本作にてギリアムが助けた少女のことが語られている。
ロストヒーローズ2（2015年）
『ロストヒーローズ2 PREMIUM EDITION』に本作が収録されている。パロディ等を扱ったテキストの一部が添削、また病院の赤十字マークや女性看護師の名義などが変更されている。
攻略本
- スーパーファミコン必勝法スペシャル ヒーロー戦記 プロジェクトオリュンポス ISBN 9784766917314
- ボンボンファミコン必勝攻略本 ヒーロー戦記 プロジェクトオリュンポス